# Nicolas Bernoulli (1695-1726)
Pour les articles homonymes, voir Famille Bernoulli.
Nicolas II Bernoulli  (Groningen, 6 février 1695 - Saint-Pétersbourg, 31 juillet 1726) est un mathématicien suisse. Nicolas et ses frères Daniel et Jean avaient pour père Jean Bernoulli, frère de Jacques Bernoulli.

## Biographie
Nicolas a travaillé principalement sur les courbes, les équations différentielles, et les probabilités. Il a également contribué à la dynamique des fluides. Il était un ami et contemporain de Leonhard Euler, qui étudia avec son père Jean Bernoulli.
Il était le frère ainé de Daniel Bernoulli, à qui il a également enseigné les mathématiques. Même très jeune, il avait appris plusieurs langues. Dès l'âge de 13 ans, il a étudié les mathématiques et le droit à l'Université de Bâle. En 1711, il a reçu sa maîtrise en philosophie ; en 1715, il a obtenu un doctorat en droit. En 1716-1717, il était précepteur à Venise. De 1719, il avait la chaire de mathématiques à l'Université de Padoue, en tant que successeur de Giovanni Poleni. Il a été l'assistant de son père, entre autres domaines, dans la correspondance sur le conflit de priorité entre Isaac Newton et Leibniz, et aussi dans le conflit de priorité entre son père et le mathématicien anglais Brook Taylor.
En 1720, il a posé le problème des trajectoires orthogonales réciproques, qui a été conçu comme un défi lancé aux newtoniens anglais. De 1723, il a été professeur de droit à la Berner Oberen Schule. En 1725, avec son frère Daniel, avec qui il était alors en tournée en Italie et en France, il a été invité par Pierre le Grand à l'Académie des sciences de Russie nouvellement fondée. Huit mois après sa nomination, il est tombé malade avec de la fièvre et est mort. Son poste a été occupé en 1727 par Euler, qui avait été recommandé par les frères Bernoulli. Sa mort prématurée a mis fin à une carrière prometteuse.

### Sources et bibliographie
- Larousse encyclopédique en couleurs, France Loisirs, 1978